# 郵政
郵政是指從事郵遞服務的機構或系統。

## 概述
由於具有維持為公眾傳遞訊息的重要功能，通常被視為公用事業的一環，也因此世界各地的郵政系統大多為專營或強迫性壟斷性質的公營事業。各郵政系統基本上均有快遞業務，而快遞與物流的性質類似，部分較具規模的郵政機構甚至會跨足經營物流事業。

## 郵政服務與設施
- 郵政局
  - 存局候領
- 郵政信箱
- 邮政编码
- 邮政资费
- 郵差
- 郵遞
  - 免費郵遞（商業回郵）
- 郵件
- 郵戳
- 郵票

## 外部連結
- 中華郵政全球資訊網 （页面存档备份，存于）